# Caroline Farner
Caroline Farner (* 10. Juni 1842 in Guntershausen bei Berg; † 8. April 1913 in Zürich; heimatberechtigt in Oberstammheim, Zürich und Gutenburg) war eine Schweizer Ärztin und Frauenrechtlerin. Sie war nach Marie Heim-Vögtlin die zweite Schweizer Ärztin und erste Allgemeinpraktikerin.

## Leben
Caroline Farner war die Tochter eines Landwirts und Müllers. Nach der Matura 1871 studierte sie Medizin an der Universität Zürich und legte 1876 das Staatsexamen ab. Ein Jahr später promovierte sie bei Oskar Wyss (1840–1918). Nach der Assistenzzeit am Allgemeinen Krankenhaus in Wien eröffnete sie eine Arztpraxis in Zürich. Ab 1879 hielt sie Vorträge über Hygiene. 1886 schloss sie sich dem  Schweizer Frauen-Verband an und wurde zu dessen Präsidentin gewählt. 
Farner gründete 1887 ein Stellenvermittlungsbüro für weibliches Dienstpersonal sowie eine Frauenklinik in Zürich. 1989 gründete sie das Kurhaus «Fraternité»  für Frauen in Urnäsch und leitete dieses bis 1907. Daneben gab sie von 1890 bis 1894 die Zeitschrift Die Philanthropin heraus.
Farner wurde aufgrund ihres Einsatzes für die Frauenbewegung und ihres Lebensstils von der Zürcher Gesellschaft geächtet. Eine Rufmordkampagne gegen sie und ihre Lebensgefährtin Anna Pfrunder gipfelte 1892 in der Verhaftung und siebenwöchigen Untersuchungshaft wegen angeblicher Veruntreuung. Diese Haft betraf auch die 78-jährige Mutter Anna Pfrunders, die ebenfalls drei Wochen lang inhaftiert wurde. Im Prozess, der 1893 mit einem Freispruch endete, wurde sie von Rechtsanwalt Ernst Feigenwinter erfolgreich vertreten. Farner zog sich anschliessend an den Prozess aus der Öffentlichkeit zurück.
Mit Anna Pfrunder gründete sie die Anna-Caroline-Stiftung, der sie ihr Vermögen hinterliess. Stiftungszweck ist die Förderung von Studentinnen mit Stipendien.

## Ehrungen
Seit 1999 ist ein Weg in der Nähe ihres Wohnhauses, der Villa Ehrenberg an der Rämistrasse 26 in Zürich, nach Caroline Farner benannt. Auch In Guntershausen b. Berg gibt es einen Caroline-Farner-Weg.

## Schriften (Auswahl)
- Ein Beitrag zur Kenntniss der partiellen Hirnatrophie begleitet mit chron. Hydrocephalus. Zürich: Schiller 1877. (Diss. med. Univ. Zürich).
- Über die Grenzgebiete der Medizin und die sogenannte Naturheilkunde. Vortrag, gehalten in der Generalversammlung des Schweizer-Frauenverbandes Fraternité am 9. März 1903. Zürich: J. Rüegg 1903.